# Jigdum
Jigdum – tradycyjna bhutańska dyscyplina sportu.
W rozgrywkach uczestniczyli zwykle młodzi mężczyźni, którzy zajmowali się na co dzień wypasem bydła.
W jigdum zawodnicy wyposażeni są w drewniane oszczepy o długości ok. 45 cm., które są obustronnie ostro zakończone. Na środku oszczep jest nieco zwężony. 
Tarcza jest oddalona o około 35 metrów, ma 60 cm średnicy, a jej szerokość wynosi 4 cm. Wykonuje się ją zazwyczaj z miękkiego drewna. Gra się do 25 punktów. W grze muszą uczestniczyć przynajmniej dwie osoby. 
Jigdum towarzyszą przeróżne zakłady. Przegrany najczęściej przygotowuje posiłek wygranemu, nieraz stawką meczu jest wino. Czasami przegrany musi okrążyć piechotą całe pastwisko.
Istnieją dwa typy tego sportu: pierwszy to jigdum ze zwykłą włócznią, zaś drugi typ polega na rzucaniu dwuzębną włócznią.